# Ninja kornjače (2012) (1. sezona)
Prva sezona serije Ninja kornjače prikazivala se na Nickelodeonu od 29. rujna 2012. do 8. kolovoza 2013. U Hrvatskoj, sezona se počela prikazivati 20. siječnja 2013. na Nickelodeonu Hrvatska.

## Radnja
Serija prati četiri brata tinejdžera (Leonardo, Donatello, Raphael, Michelangelo) u njihovoj borbi protiv zla. Također prati njihovo učenje da se oslone sami na sebe, te jedni na druge, da savladaju timski rad, nauče kretati se tajnovito, te postanu heroji. Priča počinje kada kornjače izađu po prvi put na površinu, iz svoje skrivene jazbine u kanalizaciji, spremne suočiti se s neprijateljskim svijetom.

## Likovi
- Leonardo - Vođa Ninja kornjača. Nosi plavi povez i bori se s dvije Katane. Svoje liderske fraze uzima iz svoje omiljene znanstveno fantastične animirane serije Svemirski heroji (parodija na Zvjezdane staze) što jako iritira njegovu braću. Njemu se sviđa Karai, ili se samo previše divi njezinoj ninja vještini. Njegova koža, u ovoj seriji je tamnija od njegove braće.
- Donatello - Najpametnija kornjača. Zaljubljen je u April O'Neil. Nosi ljubičasti povez i bori se sa štapom. Njegova braća ga stalno zadirkuju zbog toga što se zaljubio u April. U ovoj seriji Donatello je prikazan bez jednog zuba.
- Raphael - Raphael je najjača kornjača. Nosi crveni povez i bori se s dva saija. Ima svog ljubimca kornjaču Spikea (u 2. sezoni Spike će mutirati i zvat će se Slash.) U ovoj seriji Raphael ima pukotinu u oblik munje na oklopu.
- Michelangelo - Ljubitelj videoigara, šala i pizza. Nosi narančasti povez i bori se s dvije nunčake. U ovoj seriji Michelangelo je prikazan s pjegicama.
- April O'Neil - April O'Neil je 16-godišnja kći dr. Kirbyja O'Neila. April se sprijateljuje s Kornjačama nakon što Krangovi otmu nju i njenog oca. U epizodi "Majmunski mozgovi", Splinter otkrije da April ima posebnu duhovnu osjetljivost i nudi joj trening kako bi postala Kunoichi (ženski ninja), što je i prihvatila. Njezin trening kroz ostale epizode se isplatio i postaje sve bolji Kunoichi.
- Splinter - Ninjutsu majstor. Hamato Yoshi mutira u čovjeka-štakora i preimenuje se u Splintera. U uvodnim epizodama "Uzdizanje kornjača 1. i 2. dio", Splinter otkriva kornjačama da je u svom životu kao Yoshi bio oženjen za Tang Shen i imao kćer po imenu Miwa, te da su poginule u požaru. Vrlo je zaštitnički nastrojen prema svojim sinovima, a ponekad i previše.
- Shredder - Jedan od glavnih antagonista u seriji i vođa Foot Klana. Opsjednut osvetom nad Splinterom i kornjačama. Odgovoran za obiteljsku tragediju Splintera. Prvi susret kornjača i njega dogodio se u epizodi "Dvoboj" u borbi u kojoj je dominirao nad njima, Shredder je gotovo ubio Leonarda, ali mutacija Xevera i Chris Bradforda je odvukla njegovu pažnju i dala kornjačama priliku za bijeg. U istoj epizodi je prikazano da Shredder ima psa po imenu Hachinko. Shredder je Karain otac što se vidi u epizodi "Nova djevojka u gradu."
- Krangovi -  Jedni od glavnih antagonista u seriji. Krangovi su izvanzemaljci iz Dimenzije X. Stvorili su mutagen i donijeli ga na Zemlju. Došli su na Zemlju kako bi je kolonizirali. Izgledaju poput mozga i koriste robotska tijela.
- Karai - 16-godišnji Kunoichi (ženski ninja) i Shredderova kći. Leonardo je nakratko bio zaljubljen u nju, ali je vidio da joj ne može vjerovati.
- Chris Bradford/Dogpound - Poznati majstor borilačkih vještina (izgleda poput Chucka Norrisa), i Shredderov sluga. Michaelangelo se htio sprijateljiti s njim, ali ispostavilo se da radi za Shreddera. Nakon doticaja s mutagenom mutirao je u psa-mutanta s bodljama na tijelu.
- Xever/Riboglavi - Bivši razbojnik s Brazilskih ulica, a nakon što mu je Shredder pomogao da izađe iz zatvora, postaje Shredderov pomoćnik. Nakon doticaja s mutagenom mutirao je u ribu-mutanta bez noga. Kasnije, Baxter Stockman mu je napravio mehaničke noge uz pomoć Krangove tehnologije.

## Epizode
| Br. u seriji | Br. u sezoni | Engleski naslov Hrvatski naslov                                           | Redatelj                               | Scenarist                           | Nadnevak prikazivanja | Prod. kôd | Br. gledatelja u SAD-u (u milijunima) |
| --- | ------------ | ------------------------------------------------------------------------- | -------------------------------------- | ----------------------------------- | --------------------- | --------- | ------------------------------------- |
| 1. | 1.           | "Rise of The Turtles, Part 1" "Uzdizanje kornjača, 1.dio"                 | Michael Chang                          | Joshua Sternin i Jeffrey Ventimilia | 29. rujna 2012.       | 101       | 3.9                                   |
| Nakon što Splinter dozvoli svojim sinovima, Ninja kornjačama, da posjete površinu po prvi put, kornjače otkrivaju da površinski svijet nije tako jednostavan kako što su mislili.                                                                |              |                                                                           |                                        |                                     |                       |           |                                       |
| 2. | 2.           | "Rise of The Turtles, Part 2" "Uzdizanje kornjača, 2.dio"                 | Alan Wan                               | Joshua Sternin i Jeffrey Ventimilia | 29. rujna 2012.       | 102       | 3.9                                   |
| Nakon što Splinter dozvoli svojim sinovima, Ninja kornjačama, da posjete površinu po prvi put, kornjače otkrivaju da površinski svijet nije tako jednostavan kako što su mislili.                                                                |              |                                                                           |                                        |                                     |                       |           |                                       |
| 3. | 3.           | "Turtle Temper" "Kornjačin temperament"                                   | Alan Wan                               | Jeremy Shipp                        | 6. listopada 2012.    | 103       | 3.2                                   |
| Raphael gubi živce kada ga počne vrijeđati Njujorčanin po imenu Vic. Kada Vic snimi Kornjače telefonom, kornjače moraju uništiti taj telefon ili riskirati da njihova egzistencija postane nadaleko poznata.                                     |              |                                                                           |                                        |                                     |                       |           |                                       |
| 4. | 4.           | "New Friend, Old Enemy" "Novi prijatelj, stari neprijatelj"               | Juan Jose Meza-Leon                    | Joshua Hamilton                     | 13. listopada 2012.   | 104       | 2.8                                   |
| Kako bi dokazao da Kornjače mogu biti prijatelji s ljudima, Michelangelo koristi društvenu mrežu kako bi se sprijateljio s Chrisom Bradfordom, poznatim poznavaocem borilačkih vještina koji je potajno Shredderov sluga.                        |              |                                                                           |                                        |                                     |                       |           |                                       |
| 5. | 5.           | "I Think His Name is Baxter Stockman" "Mislim da se zove Baxter Stockman" | Michael Chang i Ciro Nieli             | Joshua Sternin i Jeffrey Ventimilia | 20. listopada 2012.   | 105       | 3.4                                   |
| Nakon što kornjače kriomice izađu na površinu, iako im je Splinter zabranio, oni naiđu na Baxtera Stockmana, poremećenog izumitelja u ratobornom mehaničkom oklopu.                                                                              |              |                                                                           |                                        |                                     |                       |           |                                       |
| 6. | 6.           | "Metalhead" "Metalac"                                                     | Juan Jose Meza-Leon                    | Tom Alvarado                        | 27. listopada 2012.   | 106       | 3.6                                   |
| Umoran od korištenja svojeg jednostavnog štapa u borbi protiv tehnološko naprednih Krangova, Donatello stvara Metalca, kornjaču-robota kojim se može upravljati preko daljinskog upravljača da se bori umjesto njega.                            |              |                                                                           |                                        |                                     |                       |           |                                       |
| 7. | 7.           | "Monkey Brains" "Majmunski mozak"                                         | Alan Wan                               | Russ Carney i Ron Corcillo          | 3. studenog 2012.     | 107       | 3.7                                   |
| Donatello i April vode istragu o nestanku znanstvenika, ali umjesto toga otkrivaju zavjeru o bizarnom ludom majmunu. |              |                                                                           |                                        |                                     |                       |           |                                       |
| 8. | 8.           | "Never Say Xever" "Nikad ne reci Xever"                                   | Michael Chang                          | Kenny Byerly                        | 10. studenog 2012.    | 108       | 2.9                                   |
| Leo strahuje da će ga njegov čin milosrđa proganjati kada Xever kao taoca drži slijepog vlasnika dućana s tjesteninama. |              |                                                                           |                                        |                                     |                       |           |                                       |
| 9. | 9.           | "The Gauntlet" "Dvoboj"                                                   | Juan Jose Meza-Leon                    | Joshua Sternin i Jeffrey Ventimilia | 17. studenog 2012.    | 109       | 2.8                                   |
| Nakon što April dobije poruku od svog zarobljenog oca, ona i kornjače kreću u misiju kako bi ga spasili i zaustavili Krangove da aktiviraju bombu mutagena u gradu.                                                                              |              |                                                                           |                                        |                                     |                       |           |                                       |
| 10. | 10.          | "Panic in the Sewers" "Panika u kanalizaciji"                             | Alan Wan                               | Jeremy Shipp                        | 24. studenog 2012.    | 110       | 2.9                                   |
| Kornjače moraju obraniti svoj dom u kanalizaciji kada ga Bradford pokuša uništiti s opasnom kemikalijom. |              |                                                                           |                                        |                                     |                       |           |                                       |
| 11. | 11.          | "Mousers Attack!" "Mouseri napadaju"                                      | Michael Chang                          | Kenny Byerly                        | 8. prosinca 2012.     | 111       | 3.4                                   |
| Kada istovremeno zaprijete i Ljubičasti zmajevi i Baxter Stockmanovi mehaničkih Mouseri, Kornjače su prisiljene podijeliti se u dvije skupine, Donnie i Mikey moraju dokazati da je njihov "B Tim" jednako vrijedan kao i Leov i Raphov "A Tim." |              |                                                                           |                                        |                                     |                       |           |                                       |
| 12. | 12.          | "It Came From The Depths" "Došlo je iz dubina"                            | Juan Jose Meza-Leon                    | Russ Carney i Ron Corcillo          | 15. prosinca 2012.    | 112       | 3.5                                   |
| Michelangelo se sprijateljuje s mutiranim aligatorom koji posjeduje neobičan djelić Krangove tehnologije, ali ostale kornjače nisu sigurne da li je Kožnoglavi prijatelj ili neprijatelj.                                                        |              |                                                                           |                                        |                                     |                       |           |                                       |
| 13. | 13.          | "I, Monster" "Ja, Čudovište"                                              | Michael Chang                          | Jase Ricci                          | 25. siječnja 2013.    | 114       | 2.6                                   |
| Kornjače se moraju suočiti sa starim/novim neprijateljem, Kraljem štakora, koji ne samo da je preuzeo kontrolu nad gradom, već i kontrolira Splinterov um.                                                                                       |              |                                                                           |                                        |                                     |                       |           |                                       |
| 14. | 14.          | "New Girl In Town" "Nova djevojka u gradu"                                | Alan Wan                               | Jeremy Shipp                        | 1. veljače 2013.      | 113       | 3.0                                   |
| Leonardo, umoran od stalnog Rafaelovog kritiziranja, dopušta svom bratu da pokuša biti vođa na neko vrijeme. U međuvremenu, Leonardo susreće lijepu i opasnu žensku ninju koja pokušava namamiti Leonarda na tamnu stranu.                       |              |                                                                           |                                        |                                     |                       |           |                                       |
| 15. | 15.          | "The Alien Agenda" "Vanzemaljski plan"                                    | Juan Jose Meza-Leon                    | Kenny Byerly                        | 8. veljače 2013.      | 115       | 3.1                                   |
| Kornjače po prvi put posjećuju srednju školu kada Aprilin školski projekt privuče Krangovu pozornost. |              |                                                                           |                                        |                                     |                       |           |                                       |
| 16. | 16.          | "The Pulverizer" "Drobitelj"                                              | Alan Wan                               | Russ Carney i Ron Corcillo          | 15. veljače 2013.     | 116       | 2.6                                   |
| Kornjače upoznaju svog prvog obožavatelja kada jedan tinejdžer zaželi postati herojem, te boriti se protiv kriminala pa se zato obuče u "Drobitelja."                                                                                            |              |                                                                           |                                        |                                     |                       |           |                                       |
| 17. | 17.          | "TCRI"                                                                    | Michael Chang                          | Joshua Sternin i Jeffrey Ventimilia | 1. ožujka 2013.       | 117       | 3.1                                   |
| Nakon što su provalili u neprijateljski stožer TCRI, kornjače otkriju Krangov plan i odluče zaustaviti invaziju izvanzemaljaca jednom zauvijek.                                                                                                  |              |                                                                           |                                        |                                     |                       |           |                                       |
| 18. | 18.          | "Cockroach Terminator" "Žohar Terminator"                                 | Juan Jose Meza-Leon                    | Jeremy Shipp                        | 15. ožujka 2013.      | 118       | 2.5                                   |
| Kornjače pokušavaju spriječiti Krangovu invaziju zemljišta, ali postanu lovina divovskom, neuništivom žoharu. |              |                                                                           |                                        |                                     |                       |           |                                       |
| 19. | 19.          | "Baxter's Gambit" "Baxterov manevar"                                      | Alan Wan                               | Jase Ricci                          | 5. travnja 2013.      | 119       | 2.3                                   |
| Ponižen od strane Riboglavog i Dogpounda i poraženog od strane kornjača, Baxter Stockman im se osvećuje tako što ih sve baci u svoj smrtonosni labirint.                                                                                         |              |                                                                           |                                        |                                     |                       |           |                                       |
| 20. | 20.          | "Enemy of My Enemy" "Neprijatelj mog neprijatelja"                        | Michael Chang                          | Kenny Byerly                        | 12. travnja 2013.     | 120       | 2.3                                   |
| Nakon što je vidjela Krangove u akciji, Karai shvaća ozbiljnost izvanzemaljske prijetnje i zbog toga predloži kornjačama savezništvo. |              |                                                                           |                                        |                                     |                       |           |                                       |
| 21. | 21.          | "Karai's Vendetta" "Karaina osveta"                                       | Juan Jose Meza-Leon i Sebastian Montes | Russ Carney i Ron Corcillo          | 27. travnja 2013.     | 121       | 3.1                                   |
| Kornjače pronalaze Krangovu podmorsku bazu, a Foot Klan pokušava uhvatiti April koja je prepuštena samoj sebi u borbi uma protiv Karai. |              |                                                                           |                                        |                                     |                       |           |                                       |
| 22. | 22.          | "Pulverizer Returns!" "Drobitelj se vratio"                               | Alan Wan                               | Jeremy Shipp                        | 11. svibnja 2013.     | 122       | 2.8                                   |
| Kada Shredder zaželi stvoriti zastrašujuću vojsku mutanata, kornjače se moraju osloniti na najnovijeg člana Foot Klana: Drobitelja! |              |                                                                           |                                        |                                     |                       |           |                                       |
| 23. | 23.          | "Parasitica" "Parazitika"                                                 | Michael Chang                          | Pete Goldfinger                     | 20. srpnja 2013.      | 123       | 2.2                                   |
| Nakon što Leonardo, Raphael i Donatello padnu pod kontrolu parazitske ose, Michelangelo se mora boriti protiv njih kako bi ih spasio. |              |                                                                           |                                        |                                     |                       |           |                                       |
| 24. | 24.          | "Operation: Break Out" "Operacija: Provala"                               | Michael Chang                          | Jase Ricci                          | 27. srpnja 2013.      | 124       | 2.1                                   |
| Donatello sam provali u tajni Krangov zatvor kako bi spasio Kirbyja O'Neila. Ali kada otkrije da su on i Kirby zarobljeni sa smrtonosnim zatvorenikom, shvaća da je ulazak u zatvor bio najlakši dio.                                            |              |                                                                           |                                        |                                     |                       |           |                                       |
| 25. | 25.          | "Showdown, Part 1" "Obračun, 1.dio"                                       | Juan Jose Meza-Leon i Sebastian Montes | Joshua Sternin i Jeffrey Ventimilia | 8. kolovoza 2013.     | 125       | 3.1                                   |
| Ne bi li zatvorili izvanzemaljski portal, kornjače očajnički napadnu TCRI, a kasnije uđoše u najtežu borbu dosada. |              |                                                                           |                                        |                                     |                       |           |                                       |
| 26. | 26.          | "Showdown, Part 2" "Obračun, 2.dio"                                       | Alan Wan                               | Joshua Sternin i Jeffrey Ventimilia | 8. kolovoza 2013.     | 126       | 3.1                                   |
| Ne bi li zatvorili izvanzemaljski portal, kornjače očajnički napadnu TCRI, a kasnije uđoše u najtežu borbu dosada. |              |                                                                           |                                        |                                     |                       |           |                                       |